# Kenny Ball

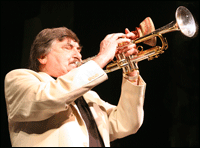
Kenny Ball in 2006

Kenneth Daniel Ball (Ilford, 22 mei 1930 – Basildon, 7 maart 2013) was een Britse jazz-trompettist, zanger en bandleider. Hij leidde de traditionele jazz-groep Kenny Ball and his Jazzmen die in de jaren zestig hits scoorde in het Verenigd Koninkrijk en de Verenigde Staten.

## Biografie
Ball begon zijn muzikale loopbaan als sideman in verschillende bands, daarnaast werkte hij ook bij onder meer een advertentie-firma. In 1953 werd hij fulltime-muzikant en speelde hij in groepen van bijvoorbeeld Sid Phillips, Eric Delaney en Terry Lightfoot. In 1958 richtte hij met trombonist John Bennett een eigen dixieland-groep op, Kenny Ball and his Jazzmen met daarin onder meer Dave Jones. In die tijd werd traditionele jazz weer populair in het Verenigd Koninkrijk en in 1961 had de groep een hit met "Samantha" (nummer 13 in de Engelse hitparade). In hetzelfde jaar volgde een tweede succes met de millionseller "Midnight in Moscow", die zowel in het Verenigd Koninkrijk als de Verenigde Staten de tweede plaats haalde. Ball werd zeer populair in het Verenigd Koninkrijk: in 1961, 1962 en 1963 had hij hier elk jaar vier hitparadenoteringen. In de Verenigde Staten was het na 1961 met de grote hits afgelopen; wel werd hij in 1963 de eerste Brits jazzmusicus die ereburger werd van jazz-stad New Orleans en verscheen hij tevens in de film Live it Up! met zanger Gene Vincent.
In de jaren erna was het gedaan met de hitparadesuccessen, mede door de opkomst van de Beat-groepen. In 1964 scoorde Ball nog met een Louis Armstrong-succes ("Hello Dolly") en in 1967 haalde hij voor het laatst de hitparade met het Beatles-nummer "When I'm Sixty-Four".
Balls groep was echter een van de weinige traditionele jazzgroepen die zo lang succes had. Alleen de bands van Acker Bilk en Chris Barber konden zich in dat opzicht met hem meten. Een album met hits van deze drie, "The Best of Ball, Barber and Bilk" uit 1966, haalde de eerste plaats in de Britse album-lijst.
In de jaren erna heeft Ball niet veel meer opgenomen. Pas in 1990 verscheen er nieuw werk op de plaat. Vanaf 1997 kwamen er weer regelmatig albums van hem uit. Met zijn groep is hij echter altijd blijven spelen, tot zijn onverwachte overlijden aan de gevolgen van een longontsteking.

## Discografie (selectie)
- Invitation to the Ball, Pye Records, 1961
- Recorded Live, Kapp Records, 1962
- It's Trad, Kapp, 1962
- More, KAPP, 1963
- In Concert in the USA, 1965
- The Kenny Ball Show, Pye, 1967
- Now (opnames 1990, vol. 1, 2 en 3), Jazzology (vol. 1 'album-pick' Allmusic.com)
- All That Jazz (compilatie onuitgegeven BBC-opnames van Ball, Bilk en Barber), Kaz Records (1994)/Upbeat Jazz (2001) ('album-pick' Allmusic.com)
- Live at the BP Studienhaus, Timeless Records, 1997
- That's a Plenty, Timeless, 2000
- Ragtime to Swing: Live at the Royal Albert Hall, RWP, 2003